# Bert Hendrix
Bert Hendrix (bürgerlich Bert Rylski, * April 1932 in Warschau/Polen; † 9. Februar 2010 in Berlin) war ein polnisch-deutscher Sänger im Genre Schlager.

## Leben
Hendrix wuchs in Polen auf, wo er zunächst als Sportlehrer arbeitete. In seinem Heimatland begann nach einem Arbeitsunfall seine Laufbahn als Sänger. Nachdem Hendrix dort eine gewisse Popularität erreicht hatte, wurde auch das sozialistische Ausland auf ihn aufmerksam. Ende 1964 kam er zu Gastspielen in die Hauptstadt der DDR. Nachdem einem Auftritt im Operncafé begann die AMIGA sowie Rundfunk und DDR-Fernsehen 1965 damit, ihn in die hiesige Unterhaltungsindustrie einzufügen. Es folgten solistische Auftritte in einer Revue des Friedrichstadtpalasts und Tourneen zwischen Ostsee und Erzgebirge.
Seit dem Sommer 1965 wurde Bert Hendrix zum Schlagerstar aufgebaut, auch im Duett mit Britt Kersten. Singles wie Es ist immer dasselbe Spiel oder Verliebtsein ist gar nicht so leicht machten das Publikum auf beide aufmerksam. Im DDR-Fernsehen war Hendrix häufiger Gast, u. a. als Stammbesetzung in der Show Hafenbar aus Rostock. Mit dem Titel Jaqueline war er zu Beginn seiner Karriere in Ostdeutschland in die Hitparaden eingestiegen.
Nach dem Zusammenbruch des Staates liefen seine Verträge aus, infolgedessen blieben auch die Engagements aus. Er nahm seinen bürgerlichen Namen Bert Rylski wieder an und arbeitete noch einige Jahre für einen Pressevertrieb sowie einen Spielsalon. Hendrix heiratete 1972 seine Frau Margrit und lebte bis zu seinem Tod in Berlin-Mitte.